# Arroyo Catalán
El Catalán o Catalán grande es un arroyo en el este del departamento de Artigas, en Uruguay, que nace en el nudo formado por la cuchilla homónima y la de Belén. 

## Generalidades
Su curso transcurre sobre la cuesta basáltica y desemboca en el río Cuareim. Recorre un área básicamente ganadera extensiva.

## Historia
Cerca de sus orillas se desarrolló la Batalla del Catalán, en 1817, entre las fuerzas del artiguismo, que comandaba Andrés Latorre, y los invasores portugueses al mando del marqués de Alegrete y el guerrillero Abreu.
Un hecho destacado es que en la década del 50, el arqueólogo uruguayo Antonio Taddei, asistido por el profesor Jorge Chebataroff, pudo determinar en las orillas del arroyo Catalán Chico la existencia de restos de una cultura primitiva, de una antigüedad de entre 8 y 10 mil años, que llamó Hombre del Catalanense. En el lugar, se recuperaron diversas piezas líticas recogidas en la superficie basáltica que permitieron descubrir que ahí vivió una cultura de recolectores-cazadores primitivos, basada en artefactos elaborados sobre lascas muchas de ellas trabajadas con filo.
Sobre sus costas nació en 1883 el expresidente uruguayo Baltasar Brum.